# Jan Józef Wielopolski
Jan Józef Wielopolski herbu Starykoń (zm. w 1774 roku) – ostatni starosta lanckoroński w 1763 roku, konsyliarz konfederacji Czartoryskich w 1764 roku i poseł województwa krakowskiego  na sejm konwokacyjny (1764) i sejm elekcyjny 1764 roku, poseł z województwa krakowskiego na Sejm Repninowski, 23 października 1767 roku, konsyliarz konfederacji z województwa krakowskiego, wszedł w skład delegacji sejmu, wyłonionej pod naciskiem posła rosyjskiego Nikołaja Repnina, powołanej w celu określenia ustroju Rzeczypospolitej. 

## Życiorys
Syn Jana i Marianny Jabłonowskiej. Żonaty z Teresą z Sułkowskich, miał synów: Ignacego Rocha, Wincentego i Jana Nepomucena oraz córki: Józefę i Teklę (Anielę). 
Jako delegowany od Rzeczypospolitej podpisał pacta conventa Stanisława Augusta Poniatowskiego w 1764 roku. 
W załączniku do depeszy z 2 października 1767 roku do prezydenta Kolegium Spraw Zagranicznych Imperium Rosyjskiego Nikity Panina, poseł rosyjski Nikołaj Repnin określił go jako posła właściwego dla realizacji rosyjskich planów na sejmie 1767 roku.
W 1765 roku został kawalerem Orderu Świętego Stanisława.